# Pseudohadena pexa
Pseudohadena pexa är en fjärilsart som beskrevs av Otto Staudinger 1889. Pseudohadena pexa ingår i släktet Pseudohadena och familjen nattflyn. Inga underarter finns listade.